# 松鶴部落
松鶴部落（德芙蘭）是位於臺灣臺中市和平區博愛里的一個泰雅族部落。現今也有臺灣閩南人、臺灣客家人、臺灣外省人居住。在九二一地震和七二水災的影響下，2004年松鶴部落發生土石流災情，使部分居民遷往南勢里居住，政府也在松鶴部落周遭進行水土保持的工作。

## 名稱
松鶴部落原稱德芙蘭，在臺灣日治時期稱作久良栖、古拉斯（日语：クラス），後來因當地多松樹、白鷺，易名松鶴。

## 歷史
1912年，與居民遷移至久良栖居住。隨後來自南投的部落遷徙至鄰近的八仙，並於1914年定居此地。日治時期此地林業興盛，興建了從東勢至此的林業鐵路以運送鄰近八仙山的木材，一部份成為今天的林場巷，現存有日治時期林務局的宿舍。日本招募漢人來此從事林業，因而定居至今。
2004年，敏督利颱風使松鶴部落大量民宅被毀，8人死亡，同年的艾利颱風也造成了土石流災情，往後幾年，每逢颱風，松鶴部落便容易有土石流發生。內政部營建署決定與中華民國紅十字會合作，進行部分遷村。中華民國紅十字會運用善款，在南勢村（今南勢里）的原住民保留區興建40座兩層樓的斜頂房屋，該聚落稱為雅比斯，為泰雅語飛鼠之意。2005年8月，20戶原住民與20戶漢人入住雅比斯。行政院農業委員會水土保持局也著手整治松鶴一溪、松鶴二溪，成功控制土石流問題，部落居民在原地重建生活。現今的松鶴部落發展觀光產業，並結合傳統文化與林業歷史。

## 自然環境
松鶴部落位於大甲溪畔由松鶴一溪與松鶴二溪堆積而後隆起形成的河階上。九二一地震後，土石鬆軟，下雨常導致災情，敏督利颱風和艾利颱風均造成嚴重的土石流。水土保持局為避免土石流再度發生，在松鶴一溪流動區設置五座梳子壩防止巨石通過，並在下游設置沉沙池，防止土石進入居住區；松鶴二溪也全溪進行整治與崩塌源頭處理；此外，在林場巷附近進行崩塌源頭處理。經過工程後，土石流的災情已減少。水土保持局也設置土石流觀測站持續監測松鶴一溪、松鶴二溪周邊，並更新疏散計畫。
在生態方面，松鶴部落有許多植物。這裡有大量的五葉松，成為當地食物的一部份。此外，部落內也種植二葉松、楓樹、高山杜鵑、櫻花等植物。位於後山的德芙蘭步道植物茂密，有大葉楠、茄苳、山棕、櫸木、和血藤等巨大的爬藤植物。

## 交通

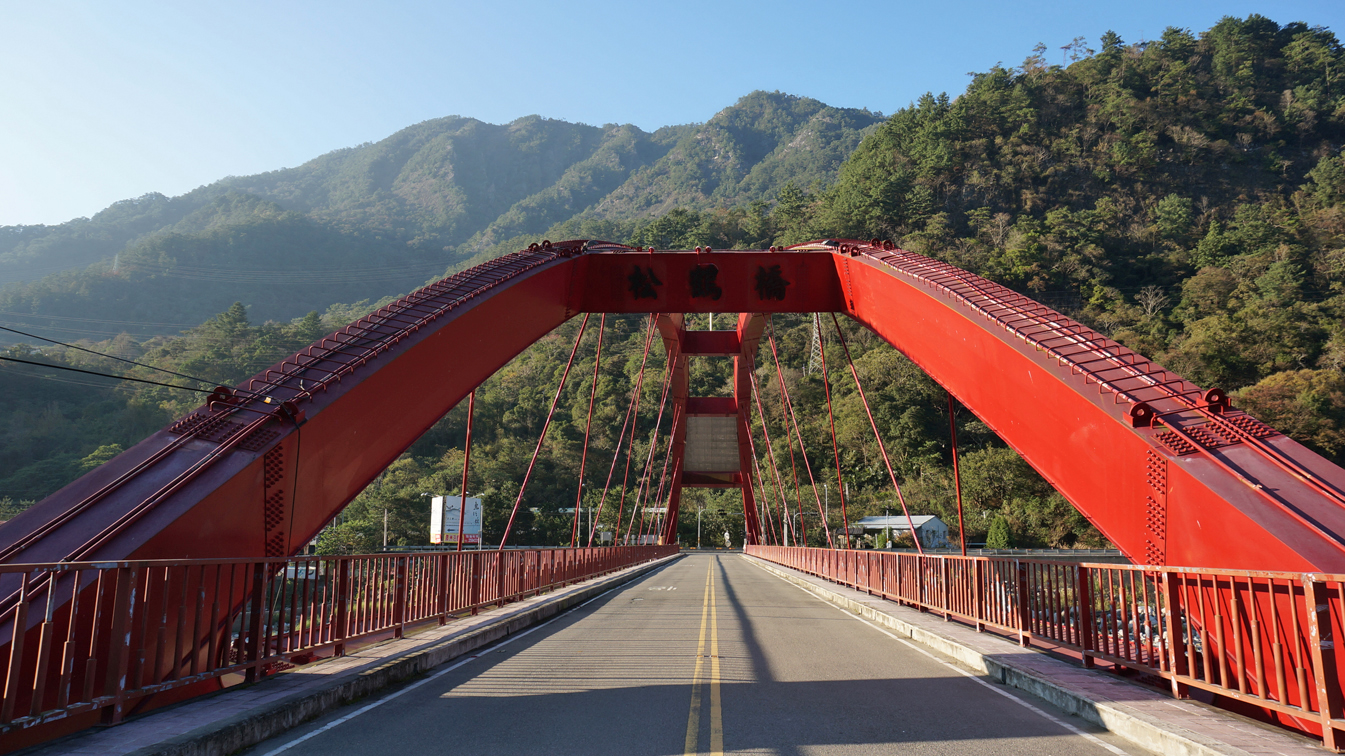
松鶴橋

松鶴部落唯一的聯外道路是松鶴橋，連接台8線，於2007年取代受颱風侵襲的長青橋及德芙蘭橋。大眾運輸方面，台中市公車266路自2017年7月1日開始停靠松鶴部落。